# 中冨信夫
中冨信夫（なかとみ のぶお、1949年2月 - ）は、日本の宇宙工学アナリスト、評論家。
宇宙科学・工学をテーマに執筆・講演活動を行うとともに、宇宙科学映像プロデューサーとしても活躍。

## 略歴
東京都生まれ。米国クラーク大学大学院修士課程修了、カリフォルニア工科大学大学院博士課程修了、工学博士、理学博士。
専門は画像工学、宇宙航法、誘導制御。NASA／SRI特別科学研究員。

## 著書
- 『ブラックホール大図鑑』(フタミのなんでも大博士)二見書房 1981
- 『最新宇宙の謎大図鑑』 (フタミのなんでも大博士)企画者104編集 二見書房 1981
- 『スペースシャトルcosmosへの旅立ち』 (サラ・ブックス)二見書房 1981
- 『講談社カラー科学大図鑑 B-8　宇宙りょこう スペースシャトルと宇宙都市』1981
- 『講談社カラー科学大図鑑 B-6　海の科学 海洋開発と海底都市』1981
- 『スペースシャトル』小学館入門百科シリーズ 1982
- 『NASA宇宙画集 スペースイラスト』 (小学館入門百科シリーズ)編著 1983
- 『宇宙旅行入門』小学館入門百科シリーズ 1984
- 『アメリカ宇宙開拓史』新潮文庫 1984
- 『宇宙ステーション1992』新潮文庫 1985
- 『NASA航空機開発史』新潮文庫 1986
- 『宇宙雑学事典 おもしろくてためになる』日本実業出版社 1987
- 『NASAから見た宇宙』 (Graphic science)フォー・ユー 1989
- 『太陽系グランドツアー ボイジャー1・2号の旅』新潮文庫、1989
- 『NASAから見た地球』 (Graphic science)フォー・ユー 1990
- 『宇宙生活への招待状』TOTO出版 1991
- 『宇宙はここまでわかった ついにとらえたビッグバンの証拠から宇宙汚染、地球外文明の探査計画まで』主婦と生活社 1992
- 『宇宙旅行に行ったとき困らない77の知恵 役に立つ宇宙科学の最新情報』 (ムックの本)ロングセラーズ 1993
- 『宇宙探査 NASAリポート』立風書房 1993
- 『向井千秋宇宙からの帰還』早稲田出版 1994
- 『ミュージアムに見るアメリカ』世界文化社 1995
- 『NASAの技 宇宙開発から人類への贈り物』ワニの本 ベストセラーズ 1997
- 『宇宙美術館』編著 朝日出版社 1997
- 『躍動する宇宙』角川書店 1999
- 『最新ハッブル「宇宙美術館」』講談社 1999
- 『NASA航空機の驚異 こんな飛行機見たことない』講談社+α文庫 2001
- 『NASA宇宙探査の驚異 「宇宙の姿」はここまでわかった』講談社+α文庫 2001
- 『NASA-X機天才たちの挑戦』講談社+α文庫 2002
- 『NASA宇宙飛行士 未知への挑戦者たち』講談社+α文庫 2002
- 『NASA極超音速機の挑戦』講談社+α文庫 2003
- 『驚異の独創NASA航空機大全』講談社 2004
- 『宇宙とNASAのおもしろ雑学 「月よりも大きな巨大ダイヤ星」から「宇宙トイレ」まで』講談社+α文庫 2004
- 『日本の衛星はなぜ落ちるのか』光文社 2004
- 『北朝鮮のミサイルは撃ち落とせるのか 最大の国防問題を科学の視点から捉える』光文社 2005
- 『中国が月着陸に成功すると何が起こるか 宇宙から日本と世界を考える』光文社 2006
- 『クイズ宇宙旅行 逃げる宇宙船に追いつくにはどう操縦する? 』講談社ブルーバックス 2007

### 共編著・監修
- 『NASA/キットピーク天体写真集 最先端の宇宙像』編著 立風書房 1982
- 『小学館の学習百科図鑑 38宇宙開発』佐伯誠一共著 1983
- 『NASA太陽系生命探査機驚異の記録』(講談社DVD book)監修・執筆 2005

### 翻訳
- ラルフ・ノイズ編『ミステリー・サークルの真実 自然現象?それとも"宇宙人"のいたずら?』集英社 1991